# Blanche (band)

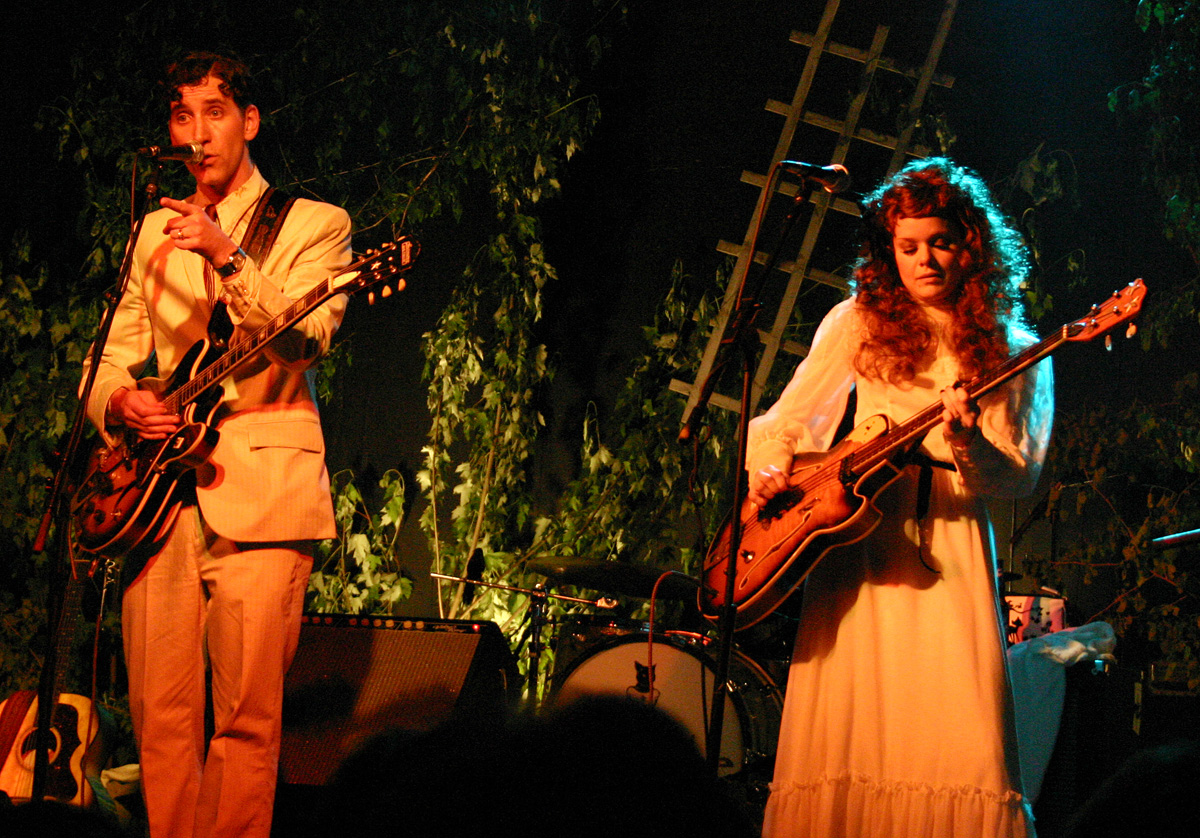
Blanche

Blanche is een Amerikaanse band uit Detroit. Hun muziek is kenmerkend door de country- en folkstijl.

## Bandleden
- Dan John Miller: gitaar en zang
- Feeny: pedal steel gitaar en klarinet
- Tracee Mae Miller: basgitaar en zang
- Lisa 'Jaybird' Jannon: drums
- Jack Lawrence: banjo en autoharp

Patch Boyle (banjo en autoharp) werd vervangen door Jack Lawrence.
Miller speelde een grote rol als Luther Perkins in Walk the Line, een biografische film over  Johnny en June Carter Cash. Zijn vrouw Miller is een erkend schilder. Ze speelde een kleine rol in Walk the Line als Birdie, de vrouw van Perkins. Een groot deel van de jurken die ze draagt tijdens concerten, maakt ze zelf.
Lawrence is de bassist bij The Greenhornes. Hij en Feeny waren samen een deel van The Do-Whaters (samen met de drummer van The Greenhornes Patrick Keeler). The Do-Whaters waren een gelegenheidsband die werd opgericht voor Loretta Lynns album Van Lear Rose (2004). De band was samengesteld en werd geleid door Jack White, bekend van The White Stripes. Lawrence vormt samen met Patrick Keeler, Brendan Benson en Jack White de groep The Raconteurs.

## Discografie
Albums
- If We Can't Trust the Doctors, 2004
- Little Amber Bottles, 2007

Ep's
- Demo EP, 2003
- America's Newest Hitmakers,  2004
- What This Town Needs, 2006